# Peppermint Twist
Singles de Joey Dee and the Starliters
Face of an Angel
(1960) Shout
(1962)
Peppermint Twist est une chanson écrite par Joey Dee et Henry Glover, enregistrée et publiée par Joey Dee and the Starliters en 1961 et classée no 1 aux États-Unis. La chanson est adaptée en français par Georges Aber pour les Chaussettes noires en 1962.

## Historique
Lors de la première apparition des Starliters dans une discothèque de New York appelée le Peppermint Lounge en 1960, l'actrice Merle Oberon et le prince Serge Obolensky y dansent une grande partie de la nuit, ce qui est rapporté dans un journal le lendemain matin. La nuit suivante, il faut des barricades et des policiers à cheval pour maintenir la foule qui s'y presse. Pendant plusieurs mois, l'engouement se poursuit au Lounge. Des célébrités telles que Judy Garland, John Wayne, Jackie Kennedy, Nat King Cole, Shirley MacLaine, Tennessee Williams, Truman Capote et Liberace y font leur apparition. Dee et sont groupe, embauchés initialement pour un seul soir, font tellement sensation qu'ils deviennent le groupe maison du Peppermint Lounge pendant plus d'un an. Joey Dee écrit Peppermint Twist avec le producteur Henry Glover, en hommage au Peppermint Lounge et au twist, la nouvelle danse à la mode.
Joey Dee and the Starliters enregistrent la chanson pour Roulette Records en 1961. Le chanteur principal est David Brigati, dont le frère, Eddie Brigati, est le chanteur du groupe pop des années 1960, The (Young) Rascals. Les autres membres sont Carlton Lattimore à l'orgue, Billy Butler à la guitare, Jerome Richardson au saxophone et Don Martin à la batterie.
L'enregistrement original est jugé trop long pour être diffusé sur un single 45 tours, il est donc divisé en deux parties. La première partie, Peppermint Twist (Part 1), d'une durée de 2 minutes et 3 secondes, atteint la 1re place du palmarès Hot 100 de Billboard au début de 1962. La seconde moitié de l'enregistrement, principalement instrumentale, est plus rarement entendue. Le disque se vend à plus d'un million d'exemplaires et reçoit un disque d'or.
Peppermint Twist remplace à la 1re place The Twist de Chubby Checker, la chanson qui a déclenché la mode du twist.
La chanson est ensuite intégrée dans le premier album de Joey Dee and the Starliters, Doin' the Twist at the Peppermint Lounge, paru en novembre 1961. C'est l'un des titres interprétés par le groupe dans le film Hey, Let's Twist! sorti le 31 décembre 1961.

## Classement dans les charts
| Classement (1962)                                  | Meilleure position |
| -------------------------------------------------- | ------------------ |
| États-Unis - Billboard Hot 100                     | 1                  |
| États-Unis - Billboard Hot R&B Sides               | 8                  |
| Royaume-Uni - UK Singles (Official Charts Company) | 33                 |

## Version française
Les Chaussettes noires enregistrent les deux parties de la chanson traduite en français par Georges Aber le 5 janvier 1962, avec la participation de Georges Arvanitas à l'orgue, pour un super 45 tours sorti dans la foulée chez Barclay, qui contient également les titres La leçon de twist et Volage. La 1re et la 2e parties ouvrent aussi l'album Le 2 000 000e disque des Chaussettes noires paru en juin.
Cette version est reprise par le groupe Au Bonheur des dames sur leur album Halte là! en 1977.

## Version de Sweet
Peppermint Twist est enregistrée par le groupe glam rock anglais Sweet et est incluse sur leur album de 1974 Sweet Fanny Adams. En Australie, ce single atteint la 4e place du classement hebdomadaire en 1975. On trouve également un extrait de Peppermint Twist dans un medley rock 'n' roll sur l'album Live at the Rainbow 1973 sorti en 1999.

## Autres reprises
Dès sa sortie, Peppermint Twist fait l'objet de plusieurs reprises par différents artistes, parmi lesquels :
- 1962 :
  - janvier : Vince Taylor et ses Playboys sur l'EP titré Peppermint Twist (Barclay).
  - février : Caterina Valente et Silvio Francesco sur le single Popocatepetl Twist et sur l'EP Twist and Madison.
  - mars : The Cousins (en anglais), d'abord en single, classé no 2 en Belgique[13], puis sur l'album The Cousins (Palette). Ils enregistrent également la chanson en français et en allemand.
  - avril : The Beatles en concert au Cavern Club à Liverpool, avec Pete Best au micro. Plus tard, en 1963, les Beatles assurent la première partie de Joey Dee and the Starliters en tournée[14].
  - avril : Duane Eddy en version instrumentale sur son album Twistin' 'n' Twangin' (RCA Victor).
  - avril : Johnny O'Keefe sur l'EP More with J. O'K. (Leedon).
  - avril : Keely Smith sur l'album Twist with Keely Smith (Dot).
  - août : Bill Haley lors d'un concert à Francfort pour les Forces armées américaines basées en Allemagne, sorti en 2000 sur l'album live On the Air (Hydra)[14].
  - Adriano Celentano en italien sur des paroles de Pinchi (Giuseppe Perotti) et de Michele del Prete, sorti en single (Jolly).
- 1980 : John Cougar sur son album Nothin' Matters and What if It Did (Riva).

## Dans les médias
Peppermint Twist est utilisée dans plusieurs films ou séries télévisées.

### Cinéma
- 1973 : American Graffiti de George Lucas
- 1994 : André, mon meilleur copain de 	George Miller
- 2001 : Speaking of Sex de John McNaughton
- 2012 : Not Fade Away de David Chase

### Télévision
- 1997 : Les Simpson (saison 8, épisode 24) : Les Vrais-Faux Simpson.
- 2003 : The Practice (S8, E3) : Sexe, mensonge et tribunal
- 2007 : Les Soprano (S6, E16) : Le vice du jeu